# Clasificación para el Campeonato Africano de Naciones de 2024
La clasificación para el Campeonato Africano de Naciones de 2024 fue el torneo que determinó a las selecciones clasificadas al Campeonato Africano de Naciones de 2024 que se realizó en Kenia, Tanzania y Uganda.

## Equipos participantes
Un total de 40 (de 54) equipos nacionales miembros de la CAF ingresaron a las rondas de clasificación, divididas en zonas según sus afiliaciones regionales. El sorteo de las rondas clasificatorias se realizó el 9 de octubre de 2024 en la sede de la CAF en El Cairo, Egipto.
Las 40 selecciones fueron divididas según la zona geográfica a la que pertenecían.

## Formato
Las llaves clasificatorias se jugaron en play-offs de ida y vuelta un sistema de eliminatoria a doble partido. Si el marcador global estaba empatado después del partido de vuelta, la regla del gol de visitante se aplicó, y de persistir la igualdad, una tanda de penales se usó para determinar el ganador (no se jugó tiempo extra).

## Zona Norte
Después de que Egipto y el anterior anfitrión, Argelia, se retiraran antes del sorteo, Libia, Marruecos y Túnez fueron los únicos equipos inscritos: por lo tanto, la Zona fue eliminada y los tres equipos se clasificaron automáticamente.

## Zona Oeste A

### Primera ronda
| Equipo 1     | Agr. | Equipo 2 | Ida | Vuelta |
| ------------ | ---- | -------- | --- | ------ |
| Sierra Leona | 2–3  | Liberia  | 1–2 | 1–1    |

| Ida; 27 de octubre de 2024 | Sierra Leona  | 1:2     | Liberia                       | Samuel Kanyon Doe Sports Complex, Monrovia, (Liberia) |  |
| 16:00 (UTC+00:00)          | - Kalokoh 22' | Reporte | - Kumeh 3' - Kabia 58' (a.g.) |                                                       |  |

| Vuelta; 1 de noviembre de 2024 | Liberia     | 1:1     | Sierra Leona  | Samuel Kanyon Doe Sports Complex, Monrovia, (Liberia) |  |
| 16:00 (UTC+00:00)              | - Kumeh 63' | Reporte | - Dumbuya 22' |                                                       |  |

Liberia ganó en el global 3:2

### Segunda ronda
Los ganadores clasificaron al torneo final.
| Equipo 1     | Agr. | Equipo 2 | Ida | Vuelta |
| ------------ | ---- | -------- | --- | ------ |
| Liberia      | 1–4  | Senegal  | 1–1 | 0–3    |
| Mauritania   | 1–0  | Malí     | 1–0 | 0–0    |
| Guinea-Bisáu | 2–6  | Guinea   | 1–4 | 1–2    |

| Ida; 22 de diciembre de 2024 | Liberia      | 1:1     | Senegal     | Complejo Deportivo Samuel Kanyon Doe, Monrovia, Liberia |  |
| 16:00 UTC+00:00              | - Bility 79' | Reporte | - Mbaye 73' |                                                         |  |

| Vuelta; 28 de diciembre de 2024 | Senegal                           | 3:0     | Liberia | Estadio Abdoulaye Wade, Dakar |  |
| 17:00 UTC+00:00                 | - Bâ 3' - Cissé 38' - Mbaye 90+2' | Reporte |         |                               |  |

| Ida; 22 de diciembre de 2024 | Mauritania  | 1:0     | Malí | Estadio Cheikha Ould Boïdiya, Nuakchot |                          |
| 17:00 UTC+00:00              | - Tetah 64' | Reporte |      | Árbitro(s): Lamin Jammeh               | Árbitro(s): Lamin Jammeh |

| Vuelta; 29 de diciembre de 2024 | Malí | 0:0     | Mauritania | Estadio del 26 de Marzo, Bamako |  |
| 16:00 UTC+00:00                 |      | Reporte |            |                                 |  |

| Ida; 20 de diciembre de 2024 | Guinea                                                           | 4:1     | Guinea-Bisáu   | Estadio Houphouët-Boigny, Abiyán, Costa de Marfil |  |
| 16:00 UTC+00:00              | - Kouyaté 26' - M. S. Bangoura 53' - Dramé 64' - M. Bangoura 80' | Reporte | - Bidane 45+2' |                                                   |  |

| Vuelta; 28 de diciembre de 2024 | Guinea-Bisáu         | 1:2     | Guinea                                 | Estadio 24 de Septiembre, Bisáu |  |
| 16:00 UTC+00:00                 | - Balde 45+3' (pen.) | Reporte | - M. S. Bangoura 51' - N. Bangoura 78' |                                 |  |

## Zona Oeste B

### Primera ronda
| Equipo 1 | Agr. | Equipo 2 | Ida | Vuelta |
| -------- | ---- | -------- | --- | ------ |
| Togo     | 3–1  | Benín    | 2–0 | 1–1    |

| Ida; 25 de octubre de 2024 | Togo                       | 2:0     | Benín | Stade de Kégué, Lomé      |                           |
| 16:00 (UTC+00:00)          | - Abalo 11' - Avotor 90+2' | Reporte |       | Árbitro(s): Bashir Salisu | Árbitro(s): Bashir Salisu |

| Vuelta; 2 de noviembre de 2024 | Benín       | 1:1     | Togo         | Estadio Houphouët-Boigny, Abiyán (Costa de Marfil) |                                   |
| 17:00 (UTC+00:00)              | - Ramzi 90' | Reporte | - Kloukpo 4' | Árbitro(s): Kouassi Frédéric Biro                  | Árbitro(s): Kouassi Frédéric Biro |

Togo ganó en el global    = 3:1

### Segunda ronda
Los ganadores clasificaron al torneo final.
| Equipo 1        | Agr.      | Equipo 2     | Ida | Vuelta |
| --------------- | --------- | ------------ | --- | ------ |
| Togo            | 1–1 (v)   | Níger        | 1–1 | 0–0    |
| Costa de Marfil | 2–2 (2-4) | Burkina Faso | 2–0 | 0–2    |
| Ghana           | 1–3       | Nigeria      | 0–0 | 1–3    |

| Ida; 22 de diciembre de 2024 | Togo       | 1:1 | Níger       | Stade de Kégué, Lomé      |                           |
| 16:00 (UTC+00:00)            | - Sama 37' |     | - Jules 64' | Árbitro(s): Jean Ouattara | Árbitro(s): Jean Ouattara |

| Vuelta; 27 de diciembre de 2024 | Níger | 0:0 | Togo | Stade du 26 Mars, Bamako, (Mali) |                           |
| 16:00 (UTC+00:00)               |       |     |      | Árbitro(s): Franklin Kpan        | Árbitro(s): Franklin Kpan |

| Ida; 22 de diciembre de 2024 | Costa de Marfil   | 2:0 | Burkina Faso | Estadio Houphouët-Boigny, Abiyán            |                                             |
| 16:00 (UTC+00:00)            | - Konaté 16', 52' |     |              | Árbitro(s): Dedjinnanchi Tanislas Ahomlanto | Árbitro(s): Dedjinnanchi Tanislas Ahomlanto |

| Vuelta; 28 de diciembre de 2024 | Burkina Faso                             | 2:0 (4:2 p.)               | Costa de Marfil                    | Stade du 26 Mars, Bamako (Mali) |             |
| 16:00 (UTC+00:00)               | - Traoré 30' - Kanté 53'                 |                            |                                    | Árbitro(s):                     | Árbitro(s): |
|                                 |                                          | Tiros desde el punto penal |                                    |                                 |             |
|                                 | - Traoré - Guiro - Kanté - Diarra - Malo |                            | - Kacou - Britto - Zouzou - Konaté |                                 |             |

| Ida; 22 de diciembre de 2024 | Ghana | 0:0 | Nigeria | Accra Sports Stadium, Acra |                           |
| 16:00 (UTC+00:00)            |       |     |         | Árbitro(s): Aklesso Gnama  | Árbitro(s): Aklesso Gnama |

| Vuelta; 28 de diciembre de 2024 | Nigeria                                | 3:1 | Ghana          | Godswill Akpabio International Stadium, Uyo |                            |
| 17:00 UTC+01:00                 | - Sodiq 19' - Junior 22' - Saviour 25' |     | - Amankuna 73' | Árbitro(s): Hamza El Fareq                  | Árbitro(s): Hamza El Fareq |

## Zona Central
Los ganadores clasificaron al torneo final.
| Equipo 1                 | Agr.    | Equipo 2                        | Ida | Vuelta |
| ------------------------ | ------- | ------------------------------- | --- | ------ |
| Guinea Ecuatorial        | 1–2     | Congo                           | 0–0 | 1–2    |
| República Centroafricana | 2–2 (v) | Camerún                         | 0–1 | 2–1    |
| Chad                     | 2–4     | República Democrática del Congo | 1–1 | 1–3    |

| Ida; 21 de diciembre de 2024 | Guinea Ecuatorial | 0:0     | Congo | Nuevo Estadio de Malabo, Malabo |  |
| 16:00 UTC+01:00              |                   | Reporte |       |                                 |  |

| Vuelta; 29 de diciembre de 2024 | Congo                       | 2:1     | Guinea Ecuatorial | Estadio Alphonse Massemba-Débat, Brazaville |  |
| 15:00 UTC+01:00                 | - Mankou 16' - Lendambi 25' | Reporte | - 36'             |                                             |  |

| Ida; 22 de diciembre de 2024 | República Centroafricana | 0:1     | Camerún     | Estadio Nacional de Costa de Marfil, Abiyán, Costa de Marfil |  |
| 19:00 UTC+00:00              |                          | Reporte | - Fouda 50' |                                                              |  |

| Vuelta; 28 de diciembre de 2024 | Camerún      | 1:2     | República Centroafricana               | Estadio Kouekong, Bafoussam I           |                                         |
| 14:00 UTC+01:00                 | - Yondjo 31' | Reporte | - Ndokomandji 43' (pen.) - Yangana 87' | Árbitro(s): Jean Pierre Nguiene Bissila | Árbitro(s): Jean Pierre Nguiene Bissila |

| Ida; 21 de diciembre de 2024 | Chad          | 1:1     | República Democrática del Congo | Estadio Nacional de Costa de Marfil, Abiyán, Costa de Marfil |                                     |
| 16:00 UTC+00:00              | - Yannick 27' | Reporte | - Kabwit 19'                    | Árbitro(s): André Kolissala Mbangul                          | Árbitro(s): André Kolissala Mbangul |

| Vuelta; 28 de diciembre de 2024 | República Democrática del Congo         | 3:1     | Chad             | Estadio de los Mártires, Kinsasa |  |
| 17:00 UTC+01:00                 | - Kabwit 18' - Mokonzi 48' - Ntumba 52' | Reporte | - Abderamane 23' |                                  |  |

## Zona Centro-Este

### Primera ronda
| Equipo 1      | Agr.      | Equipo 2 | Ida       | Vuelta    |
| ------------- | --------- | -------- | --------- | --------- |
| Burundi       | w/o       | Somalía  | Cancelado | Cancelado |
| Etiopía       | w/o       | Eritrea  | Cancelado | Cancelado |
| Sudán         | 1–1 (6-5) | Tanzania | 1–0       | 0–1       |
| Sudán del Sur | 3–1       | Kenia    | 2–0       | 1–1       |
| Yibuti        | 1–3       | Ruanda   | 1–0       | 0–3       |

| Ida; 31 de octubre de 2024 | Burundi | Cancelado | Somalia |  |  |

| Vuelta; 3 de noviembre de 2024 | Somalia | Cancelado | Burundi |  |  |

| Ida; 27 de octubre de 2024 | Etiopía | Cancelado | Eritrea |  |  |
| 16:00 UTC+03:00            |         |           |         |  |  |

| Vuelta; 3 de noviembre de 2024 | Eritrea | Cancelado | Etiopía |  |  |
| 16:00 UTC+03:00                |         |           |         |  |  |

| Ida; 27 de octubre de 2024 | Sudán             | 1:0     | Tanzania | Estadio Cheikha Ould Boïdiya, Nuakchot, (Mauritania) |  |
| 19:00 UTC+00:00            | - Abdelrahman 23' | Reporte |          |                                                      |  |

| Vuelta; 3 de noviembre de 2024 | Tanzania                                           | 1:0 (5:6 p.)               | Sudán                                                     | Benjamin Mkapa Stadium, Dar es Salaam |  |
| 16:00 UTC+03:00                |                                                    | Reporte                    |                                                           |                                       |  |
|                                |                                                    | Tiros desde el punto penal |                                                           |                                       |  |
|                                | - Ibrahim - Bryson - Said - Kondo - Kassim - Peter |                            | - Khedr - Abdelrahman - Elsawi - Hemedelnil - Agab - Adel |                                       |  |

| Ida; 27 de octubre de 2024 | Sudán del Sur           | 2:0     | Kenia | Juba National Stadium, Yuba (Sudán del Sur) |  |
| 15:00 (UTC+03:00)          | - Ezibon 50' - Juma 68' | Reporte |       |                                             |  |

| Vuelta; 3 de noviembre de 2024 | Kenia | 1:1     | Sudán del Sur | Mandela National Stadium, Kampala (Uganda) |  |
| 16:00 (UTC+03:00)              |       | Reporte |               |                                            |  |

| Ida; 27 de octubre de 2024 | Yibuti       | 1:0     | Ruanda | Amahoro Stadium, Kigali (Ruanda) |  |
| 15:00 (UTC+02:00)          | - Dadzie 79' | Reporte |        |                                  |  |

| Vuelta; 31 de octubre de 2024 | Ruanda                             | 3:0     | Yibuti | Amahoro Stadium, Kigali (Ruanda) |                           |
| 18:00 (UTC+02:00)             | - Muzungu 11', 24' - Tuyisenge 90' | Reporte |        | Árbitro(s): William Oloya        | Árbitro(s): William Oloya |

### Segunda ronda
Los ganadores clasificaron al torneo final.
| Equipo 1      | Agr.    | Equipo 2 | Ida | Vuelta |
| ------------- | ------- | -------- | --- | ------ |
| Burundi       | 0–2     | Uganda   | 0–1 | 0–1    |
| Etiopía       | 1–4     | Sudán    | 0–2 | 1–2    |
| Sudán del Sur | 4–4 (v) | Ruanda   | 3–2 | 1–2    |

| Ida; 26 de diciembre de 2024 | Burundi | 0:1     | Uganda       | Nakivubo Stadium, Kampala, Uganda |  |
| 18:00 UTC+03:00              |         | Reporte | - Ogwang 35' |                                   |  |

| Vuelta; 29 de diciembre de 2024 | Uganda           | 1:0     | Burundi | Nakivubo Stadium, Kampala, Uganda |  |
| 18:00 UTC+03:00                 | - Kiwanuka 90+1' | Reporte |         |                                   |  |

| Ida; 22 de diciembre de 2024 | Etiopía | 0:2     | Sudán                          | Estadio de los Mártires de Febrero, Bengasi, Libia |  |
| 16:00 UTC+02:00              |         | Reporte | - Muzmel 7' - Musa Kanti 90+6' |                                                    |  |

| Vuelta; 25 de diciembre de 2024 | Sudán                              | 2:1     | Etiopía      | Estadio de los Mártires de Febrero, Bengasi, Libia |  |
| 16:00 UTC+02:00                 | - Musa Kanti 16' - Abdelrahman 69' | Reporte | - Bekele 63' |                                                    |  |

| Ida; 22 de diciembre de 2024 | Sudán del Sur                                          | 3:2     | Ruanda                     | Estadio de Yuba, Yuba (Sudán del Sur) |  |
| 16:00 UTC+03:00              | - Nsabimana 13' (a.g.) - M. Malish 20' - E. Malish 53' | Reporte | - Muhire 49' - Mugisha 66' |                                       |  |

| Vuelta; 28 de diciembre de 2024 | Ruanda                     | 2:1     | Sudán del Sur | Estadio Amahoro, Kigali, Ruanda |  |
| 19:00 UTC+03:00                 | - Mugisha 33' - Muhire 56' | Reporte | - Sebit 80'   |                                 |  |

## Zona Sur

### Primera ronda
| Equipo 1 | Agr.      | Equipo 2    | Ida | Vuelta |
| -------- | --------- | ----------- | --- | ------ |
| Zimbabue | 0–4       | Suazilandia | 0–3 | 0–1    |
| Lesoto   | 1–1 (4-3) | Namibia     | 1–0 | 0–1    |

| Ida; 27 de octubre de 2024 | Zimbabue | 0:3     | Suazilandia                    | Estadio Francistown, Francistown, Botsuana |  |
| 15:00 (UTC+02:00)          |          | Reporte | - Matse 6' - Magagula 38', 51' |                                            |  |

| Vuelta; 2 de noviembre de 2024 | Suazilandia    | 1:0     | Zimbabue | Estadio Mbombela, Mbombela, Sudáfrica |  |
| 18:00 (UTC+02:00)              | - Magagula 69' | Reporte |          |                                       |  |

| Ida; 26 de octubre de 2024 | Lesoto       | 1:0     | Namibia | Estadio Free State, Bloemfontein, Sudáfrica |  |
| 18:00 (UTC+02:00)          | - Kalake 23' | Reporte |         |                                             |  |

| Vuelta; 3 de noviembre de 2024 | Namibia                                          | 1:0 (3:4 p.)               | Lesoto                                            | Estadio Free State, Bloemfontein, Sudáfrica |                              |
| 15:00 UTC+02:00                | Doeseb 61'                                       | Reporte                    |                                                   | Árbitro(s): Thulani Sibandze                | Árbitro(s): Thulani Sibandze |
|                                |                                                  | Tiros desde el punto penal |                                                   |                                             |                              |
|                                | - Stephanus - Katua - Eiseb - Amutenya - Hambira |                            | - Matšoele - Kalake - Kamela - Toloane - Fothoane |                                             |                              |

### Segunda ronda
Los ganadores clasificaron al torneo final.
| Equipo 1    | Agr.      | Equipo 2   | Ida       | Vuelta    |
| ----------- | --------- | ---------- | --------- | --------- |
| Suazilandia | 1–2       | Madagascar | 0–2       | 1–0       |
| Lesoto      | 1–2       | Angola     | 0–2       | 1–0       |
| Mozambique  | Cancelado | Zambia     | Cancelado | Cancelado |

| Ida; 21 de diciembre de 2024 | Suazilandia | 0:2     | Madagascar |  |  |
| 18:00 UTC+02:00              |             | Reporte |            |  |  |

| Vuelta; 29 de diciembre de 2024 | Madagascar | 0:1     | Suazilandia |  |  |
| 17:00 UTC+03:00                 |            | Reporte |             |  |  |

| Ida; 21 de diciembre de 2024 | Lesoto | 0:2     | Angola |  |  |
| 15:00 UTC+02:00              |        | Reporte |        |  |  |

| Vuelta; 28 de diciembre de 2024 | Angola | 0:1     | Lesoto |  |  |
| 17:30 UTC+01:00                 |        | Reporte |        |  |  |

| Ida; 21 de diciembre de 2024 | Mozambique | Cancelado | Zambia |  |  |
| 17:00 UTC+02:00              |            | Reporte   |        |  |  |

| Vuelta; 28 de diciembre de 2024 | Zambia | Cancelado | Mozambique |  |  |
| 15:00 UTC+02:00                 |        | Reporte   |            |  |  |

Zambia se clasificó para la fase final del torneo después de que Mozambique se retirara antes del partido de ida debido a la violencia posterior a las elecciones de ese país.

## Repechaje
Tras las retiradas de Túnez y Libia, se decidió reorganizar el torneo clasificatorio entre siete equipos "reincorporados": Argelia, Comoras, Egipto, Gabón, Gambia, Malaui y Sudáfrica para determinar las dos plazas finales.

El sorteo se llevó a cabo el 13 de febrero de 2025 a las 13:25 EST ( UTC+2 ) en la sede de la Confederación Africana de Fútbol en El Cairo, Egipto. Los 7 equipos fueron sorteados en 3 juegos, y el subcampeón de la edición anterior, Argelia, recibió un pase directo a la segunda ronda.

## Primera ronda
| Equipo 1  | Agr.         | Equipo 2 | Ida | Vuelta |
| --------- | ------------ | -------- | --- | ------ |
| Comoras   | 0–4          | Malaui   | 0–2 | 0–2    |
| Sudáfrica | 4–2          | Egipto   | 1–1 | 3–1    |
| Gambia    | 0–0 (5–3 p.) | Gabón    | 0–0 | 0–0    |

| Ida; 2 de marzo de 2025 | Comoras | 0:2     | Malaui                     | Estadio Nacional Bingu, Lilongüe, Malaui |  |
| 15:00 UTC+02:00         |         | Reporte | - Katinji 43' - Kalima 90' |                                          |  |

| Vuelta; 8 de marzo de 2025 | Malaui                    | 2:0     | Comoras | Estadio Nacional Bingu, Lilongüe, Malaui |  |
| 15:00 UTC+02:00            | - Lungu 50' - Katinji 59' | Reporte |         |                                          |  |

| Ida; 2 de marzo de 2025 | Sudáfrica    | 1:1     | Egipto              | Estadio Free State, Bloemfontein, Sudáfrica |  |
| 17:00 UTC+02:00         | - Webber 80' | Reporte | - Mohamed Antar 66' |                                             |  |

| Vuelta; 9 de marzo de 2025 | Egipto              | 1:3     | Sudáfrica                               | Estadio del Canal de Suez, Ismailía, Egipto |  |
| 21:30 UTC+02:00            | - Mohamed Shika 32' | Reporte | - Maema 15' - Mfolozi 26' - Luthuli 50' |                                             |  |

| Ida; 28 de febrero de 2025 | Gambia | 0:0     | Gabón | Estadio Lat-Dior, Thiès, Senegal |  |
| 21:30 UTC+00:00            |        | Reporte |       |                                  |  |

| Vuelta; 8 de marzo de 2025 | Gabón | 0:0 (3:5 p.) | Gambia | Estadio de Franceville, Franceville, Gabón |  |
| 16:00 UTC+01:00            |       | Reporte      |        |                                            |  |

## Segunda ronda
Los ganadores de la primera ronda jugarán una final a doble partido del 2 al 11 de mayo de 2025. Como finalista de la última edición, Argelia se clasifica directamente para la segunda ronda y jugará contra el ganador del partido Gabón - Gambia.
| Ida; 2 de mayo de 2025 | Malaui       | 1:0     | Sudáfrica | Estadio Nacional Bingu, Lilongüe, Malaui |                           |
| 15:00 UTC+02:00        | - Nkhoma 87' | Reporte |           | Árbitro(s): Numbi Kibingo                | Árbitro(s): Numbi Kibingo |

| Vuelta; 11 de mayo de 2025 | Sudáfrica | 2:0     | Malaui |             |             |
| 15:00 UTC+02:00            |           | Reporte |        | Árbitro(s): | Árbitro(s): |

| Ida; 2 de mayo de 2025 | Gambia | 0:0     | Argelia | Estadio Lat-Dior, Thiès, Senegal |                               |
| 15:00 UTC+00:00        |        | Reporte |         | Árbitro(s): Mohamed Athoumani    | Árbitro(s): Mohamed Athoumani |

| Vuelta; 9 de mayo de 2025 | Argelia | 3:0     | Gambia |             |             |
| 19:00 UTC+01:00           |         | Reporte |        | Árbitro(s): | Árbitro(s): |